# Jämtlands historia (1645–1905)
Jämtlands historia (1645–1905) behandlar historien i landskapet Jämtland efter övergången till Sverige 1645 och fram till unionsupplösningen mellan Sverige-Norge 1905.

## Sverigetiden

### Försvenskningen av Jämtland
Direkt efter det svenska övertagandet av Jämtland inleddes en försvenskningsprocess av landskapet. År 1646 upprättades Ångermanlands, Medelpads och Jämtlands regemente som skulle försäkra kontrollen över Jämtland. Härnösands stift bildades 1647 med samma syfte. Den svenska kontrollapparaten var mer avancerad än den danska och försvenskningsprocessen skedde även den med större vilja och resultat än den initierad av den danska statsmakten. De resterande delarna av Jamtamot införlivas i ett svenskt landsjämnadsting  — Jämtlands landsjämnadsting och blev underordnad den svenske landshövdingen. Från den svenska statsmakten planerade man även att anlägga en svensk stad i Jämtland. Drottning Kristina krävde att en skans skulle upprättas på Andersön strax efter övertagandet, för att tillsammans med Frösö skans säkra den svenska kontrollen över Jämtland. Hennes avsikt var att inom denna skans skulle "Jämtarnas stad" ligga och lokalbefolkningen drevs därifrån. För att bygga skansen beordrades jämtar till tvångsarbete år 1651 men efter protester och brist på kapital avslutades arbetet år 1654. Strax därefter, år 1655, skedde en kraftig revolt i Storsjöbygden. Sju av Jämtlands dåvarande tolv tingslag deltog men det kvästes. Deras straff blev enbart böter. Karl X Gustav uppmanade därefter sina undersåtar att ta det mer varsamt i fortsättningen så att fler uppror inte uppstod. Samma år skickas unga jämtar ut i krig ned till Polen och Nowodwor. När norrmännen hyllas som befriare 1657 läggs planerna om en svensk stad i Jämtland ned helt och hållet.

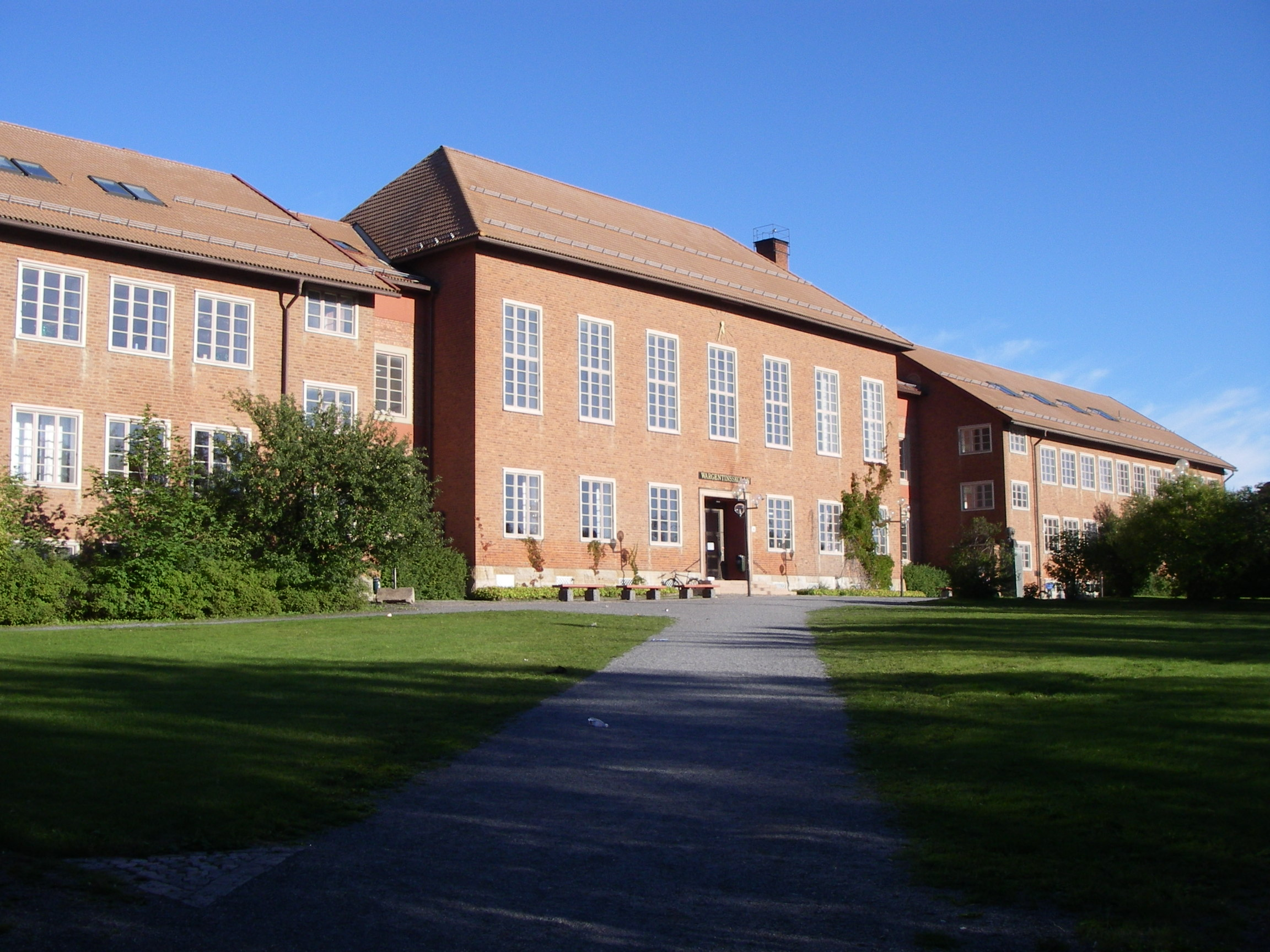
Wargentins gymnasieskola har direkta anor till Frösö trivialsskola som grundades i led med försvenskningen av Jämtland. Pehr Wilhelm Wargentin läste själv på trivialskolan under 1700-talet

Försvenskningen fortsätter alltjämt, om än mer diskret nu. I inledningen av Skånska kriget, september 1676 fick Västernorrlands landshövding Carl Larsson Sparre i uppgift att bistå den södra svenska fronten. De jämtska tremänningarna vägrade att lämna Jämtlands gränser. Sparre försökte förmå dem att ge sig av söderut och försäkrade dem att de inte skulle behöva tjänstgöra i den svenska flottan. Varvid de började marschen söderut, men efter ett par dagar deserterade ett hundratal och korsade gränsen för att bistå den norska armén i det som kom att bli återerövringen av Jämtland. Även soldater från Ångermanland och Medelpad deserterade under marschens gång. Vid slaget vid Lund skickade den svenska krigsmakten fram en brigad bestående av jämtar först och alla miste sina liv.
Jämtarna sågs fortfarande som opålitliga och 1674 bestäms det att en skola skall upprättas på Frösön. År 1679 står sedan Frösö trivialskola klar, den enda i sitt slag. Den upprättades för att förhindra jämtarna från att utbilda sig vid katedralskolan i Trondheim (Byn som den kort och gott benämns i jämtska), som man gjort i flera år av tradition. År 1688 skrivs det ett kontrakt, Brunflotraktaten mellan den svenska staten och allmogen i Jämtland. I kontraktet slogs det fast att jämtska styrkor inte fick lämna provinsens gränser utan skulle enbart användas till att försvara landskapet.
Den 3 februari 1699 anses Jämtlands befolkning vara lika med "de gamle svenske" och beviljas svenskt medborgarskap — sist av alla erövrade landskap. Jämtland sågs då som de facto svenskt.

### Katastrofen på Öjfjället

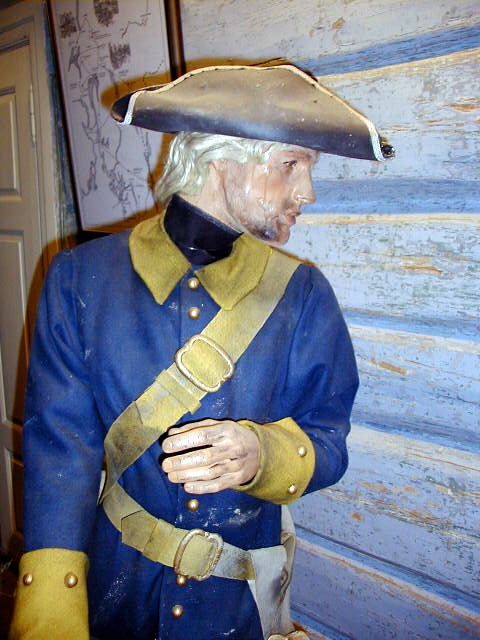
Omkring 3 000 karoliner omkom i västra Jämtlands fjälltrakter 1718-1719

Året därpå inleddes det Stora nordiska kriget. Eftersom kriget blir långtgående ville den svenska regimen mönstra jämtar för tjänstgöring i Tyskland. Jämtarna vägrade såväl 1712 som 1713. De hänvisade till Brunflotraktaten där det stod att de skulle försvara Jämtland - ingenting annat.
1718 rev Karl XII upp Brunflotraktaten och Jämtlands dragonregemente blev förtrupp till den finska hären av karoliner ledd av Carl Gustav Armfeldt som skulle erövra Trondheim. Styrkorna samlas i trakterna kring Duved och bestod av flera tusen man. Fälttåget inleds den 9 augusti då Jämtlands dragoner begav sig av, elva dagar senare hade samtliga regementen avtågat från Duved. Tåget gick från Jämtland genom Skalstugan och in i Norge där Stene skans på vägen mot Levanger intogs. Fälttåget gick emellertid mycket dåligt i och med att hösten förde med sig kyla, genom logistiska problem samt sjukdomar. Tåget stannades således upp, vilket gjorde kung Karl XII mycket missnöjd och han beordrade den 15 oktober Armfeldt att inta Trondheim. Resan dit tog sju dagar men väl framme upptäckte de att tröndernas försvar hade förstärkts kraftigt, vilket ledde till att ingen sida valde att anfalla den andra.

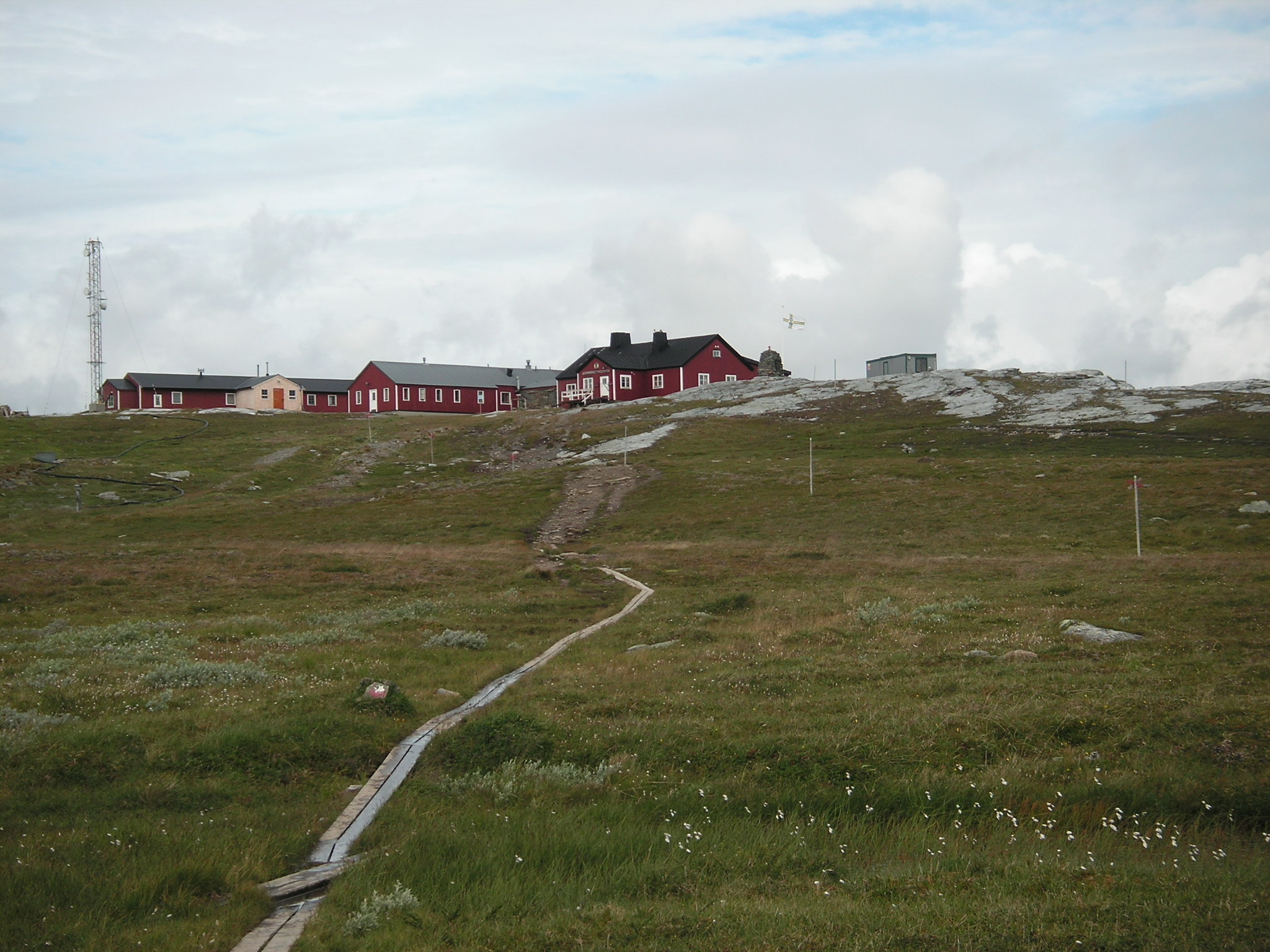
Blåhammarens fjällstation på Blåhammarfjället, området där återtåget till Jämtland skedde

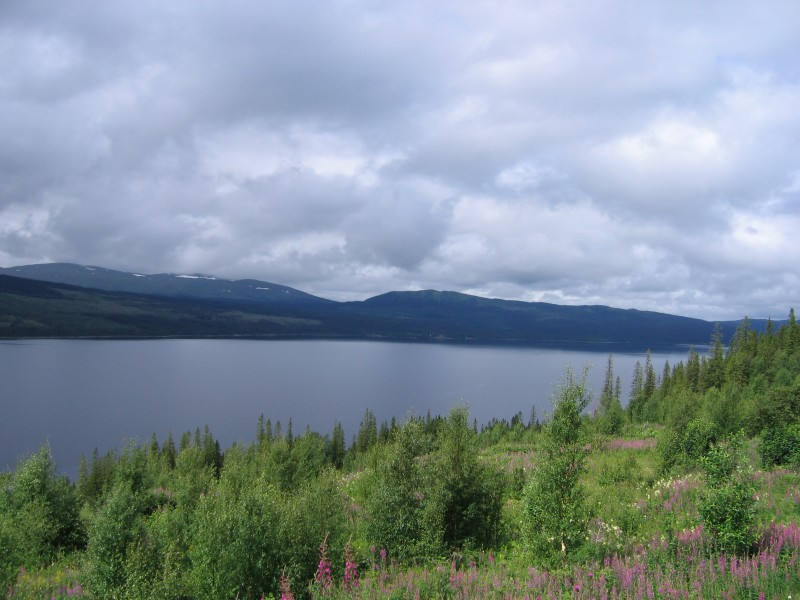
I området runt Kallsjön växte nya bebyggelser upp genom nyodlingspolitiken

Den 30 november stupade Karl XII av en norsk kula i Fredriksten. Det dröjde emellertid ett par veckor innan nyheten nådde Trondheim i december och trönderna firade medan Armfeldt vände söderut mot Melhus. Därifrån fortsatte han österut mot Tydal för att sedan åter bege sig till Jämtland och Sverige.
Väl på fjället vid nyår 1719 blåste en kraftig snöstorm upp vilket förstärkte kylan. Många soldater var illa klädda, över 3 000 dog på fjället och av de överlevande förfrös många sina händer, fötter, armar och ben. När man nådde Enan högg man ett hål i isen och följde vattnet till gårdarna i Handöl, dit forslades stora mängder brännvin som användes som bedövningsmedel för de arma soldater som klarat sig. Den här marschen har fått namnet katastrofen på Öjfjället och i Handöl och Duved står idag monument till minne av de som dog i den största krigstragedin i Jämtlands historia.
De drygt 3 000 kroppar som blev kvar i fjällen bidrog till att rovdjursstammen i området växte kraftigt.

### Frihetstidens näringspolitik
Karl XII död medförde en vändpunkt i Sveriges historia. Stormaktstiden var över och tiden som följde brukas i svensk historieskrivning benämnas Frihetstiden. Visioner om ett mer livskraftigt samhälle formades och fick gehör. Hattpartiets nyodlingspolitik gjorde att stora områden i Jämtland bebyggdes. Den nya bebyggelsen i norra Jämtland gick som en halvcirkel runt Storsjöbygden, tidigare slutade den vid Ström och Föllinge men nu togs nya hemman upp i till exempel Hotagen och Laxsjö. I väster växte bebyggelser upp vid Kallsjön och i öst vid Borgvattnet, Stugun och Ragunda. Södra Jämtland påverkades inte av politiken över huvud taget, bortsett från en liten del av Rätan. Markerna (så kallade avradsland) som bebyggelsen upprättades på var innan fjäll- och skogsområden tillhörande de jämtska bönderna men tillföll staten genom avvittring. Bakgrunden till avvittringen i Jämtland var processen som startades i Ångermanland 1752. I Jämtland fanns det hemmansägare som hade enorma avradsland. Avradslanden var från början tänkt som stöd till små hemman i form av jaktmarker, slåtter och betesmarker, de var ej ämnade för bebyggelse.
Den enda möjligheten, sades det, till nyodling i Jämtland var att stycka upp avradslanden och fördela dem till fler jordbrukare. Bönderna protesterade upprepade gånger mot vad de tyckte var orättvist gjort av staten i riksdagarna men det hjälpte föga. Företrädaren av politiken var kronans förlängda arm i länet, Per Abraham Örnsköld. Under perioden introducerade han lin som började odlas i Jämtland, dock med föga positiva resultat. Den hårt drivna reformpolitiken gjorde även honom impopulär bland allmogen, vilket gjorde att hans ämbete som landshövding kortvarigt (enbart sju år 1762-1769). Reformerna gav i vart fall resultat och Jämtland hade en positiv befolkningstillväxt. Det största framsteget var införandet av potatisen i det jämtska jordbruket. Under svagare år behövde jämtarna inte längre blanda bark och halm i brödet för att överleva. Även införandet av spannmålsmagasin hade en stor positiv inverkan på landet. Näringspolitikens företrädare uppmuntrade även jämtarna att leta efter mineralfyndigheter. Eftersom Jämtland haft en lång tradition av utvinning av myrjärn antogs det att det fanns gott om metaller i landskapet. Det hela resulterade i öppnandet av gruvor runt om i Jämtland, där de mest kända och framgångsrikaste var Fröå och Bielkes gruva, förädlingen av mineralerna skedde på Huså bruk.

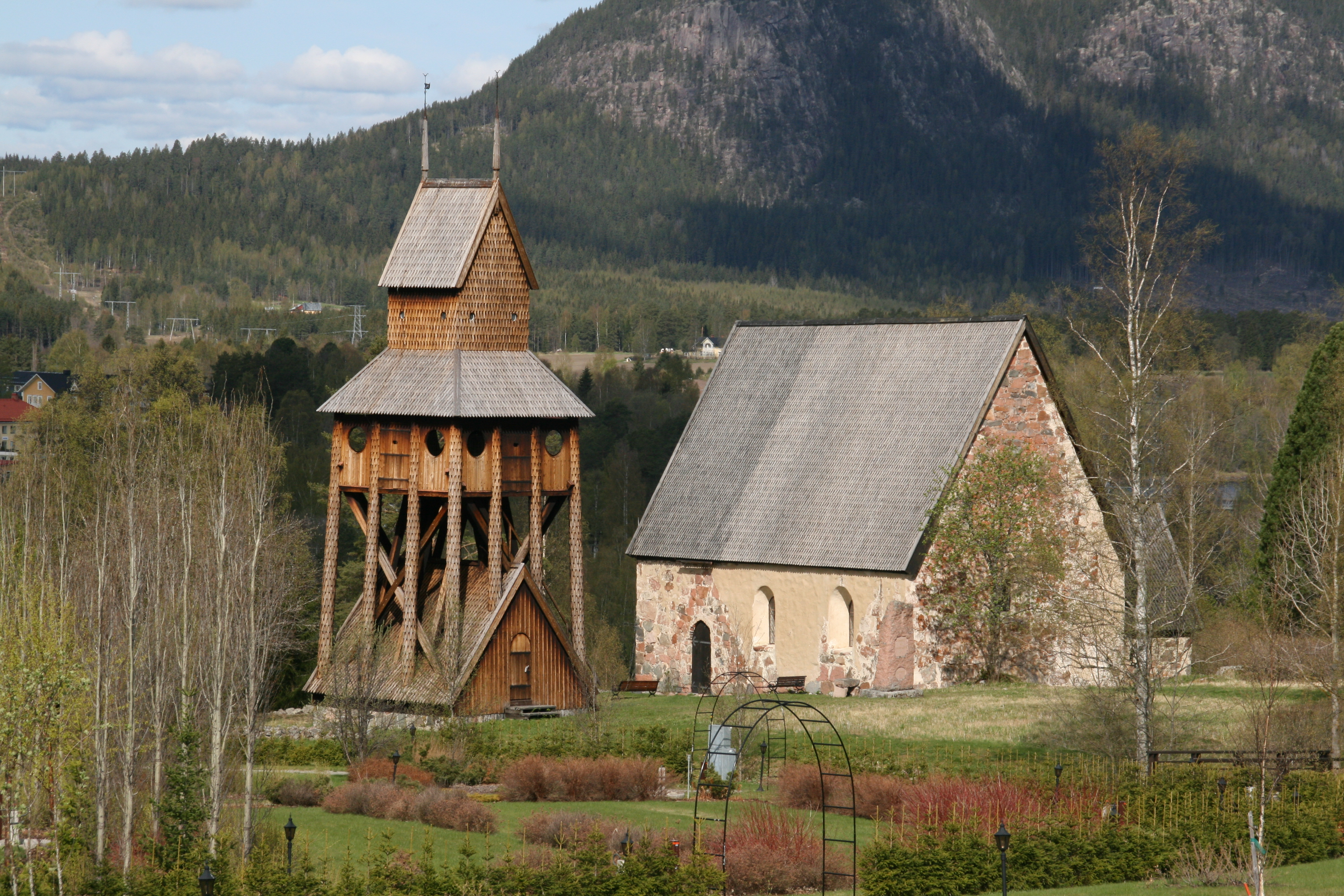
Ragunda gamla kyrka stod innan naturkatastrofen vid Ragundasjöns strand

Frihetstiden slutade efter år av korruption genom Gustav III statskupp som resulterade i 1772 års regeringsform och inledningen av den gustavianska tiden. Men visionerna och framtidsoptimismen levde vidare.
Skogen lyftes fram som Jämtlands värdefullaste tillgång. I Ragunda kunde man enbart utnyttja en liten del av skogen eftersom Storforsen utgjorde ett naturligt hinder på Indalsälven för att flotta timmer. Sågverkstäderna längs Norrlandskusten såg gärna att den jämtska skogen blev tillgänglig. För att bereda en flottled förbi Storforsen bildades 1794 Storfors Bolag och Magnus Huss från Sundsvall fick i uppdrag av bolaget att genomföra dragningen av flottleden. Detta skulle ske genom en rullstensås, som visade sig vara för porös för att motstå vattentrycket. Den 6 juni 1796 slutade det hela med en av Skandinaviens största naturkatastrofer, när timmerrännan skar genom grusåsen och hela Ragundasjön på endast fyra timmar tömdes på allt sitt vatten, varvid Gedungsen torrlades och tystnade och Döda Fallet tillkom. Hammarstrand är anlagt på den mark som torrlades.

### Grundandet av Östersund

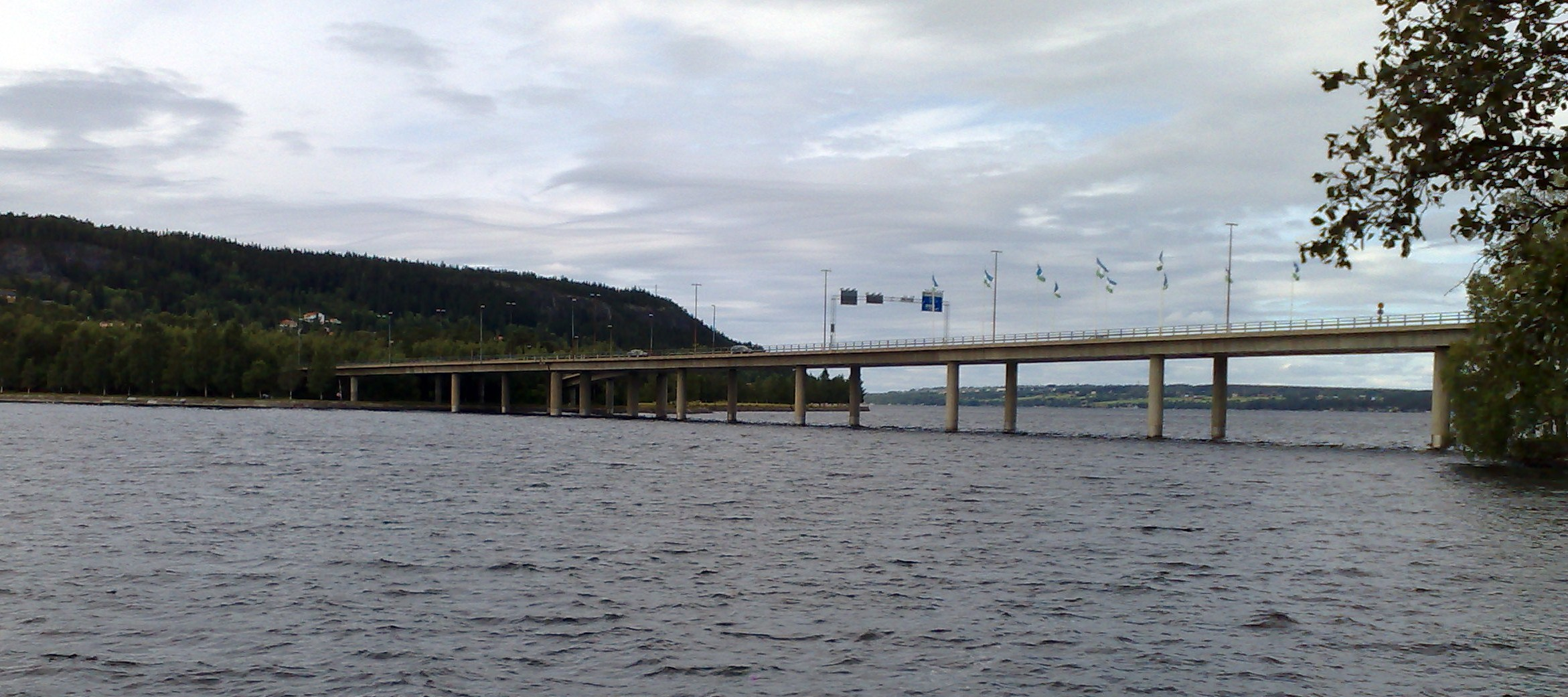
Frösöbron är nyare än den bro som fanns på 1700-talet över Östersundet och sammanbinder Frösön med Östersund

1758 fick planerna om en stad i Jämtland nytt liv. Initiativet kom från en privatperson, men från myndigheternas håll såg man inte ett behov av att anlägga en stad i Jämtland. Förslaget gjorde dock att debatten om huruvida Jämtland skulle ha en stad eller inte tog fart på riktigt. Från Norrlandskustens städer restes krav om att en stad skulle anläggas i Jämtland för att förhindra de jämtska forböndernas lukrativa gränshandel över Kölen. Jämtarna negligerade ofta jordbruket för att ägna sig åt långväga handelsresor samt landsbygdshandel. Med en stad skulle det här kunna stoppas och staden skulle även kunna säkra varutillförseln till kusten som varit bristfällig under en längre tid. Ur militärstrategiskt perspektiv var även upprättandet av en befäst stad i Jämtland gynnsamt, när Sverige inte längre var någon stormakt.
År 1786 grundades så Östersund av kung Gustav III genom att Odensalaböndernas utmarker vid Östersundet införskaffades för ändamålet. Det enda som fanns på området vid den tiden var huvudvägen och bron till Frösön, Jämtlands dåvarande centralort. Östersundet är det smala sund som skiljer ön Frösön från fastlandet, vilket idag är så smalt som 150 meter på sina ställen.

### Jämtland under Napoleonkrigen
1792 mördades Gustav III och den unge Gustav IV Adolf blev kung. Den franska revolutionen hade inträffat tre år tidigare. Brumairekuppen av Napoleon Bonaparte skedde i Frankrike 1799 och Napoleonkrigen startades. Gustav IV Adolf ansåg att Napoleon var antikrist och allierade sig med England och Ryssland mot Frankrike. 
Krigsförklaringen kom 1805 men kriget gick inte bra för Sveriges del. 1807 slöts Freden i Tilsit mellan Ryssland och Frankrike. Napoleon förmådde tsar Alexander I av Ryssland att attackera Sverige, eftersom Sverige inte ville ansluta sig till kontinentalsystemet. Ryssland anföll 1808 och finska kriget var ett faktum. Danmark såg sin chans att ta hämnd på Sverige genom att återerövra sina forna provinser och förklarade därför krig samma år. 
Ett litet svenskt tåg mot Norge initierades av Johan Bergenstråhle med 2 000 man från Jämtland. Men han retirerade snabbt och förflyttade sig därefter till Sundsvall. Missnöjet mot Gustav IV Adolf var stort och oron likaså, Ryssland och Danmark-Norge planerade att dela Sverige mellan sig och Norrland skulle tillfalla Ryssland. Danmark-Norge ville emellertid återta sina sedan 1645 förlorade landskap Jämtland-Härjedalen och tänkte göra så innan Ryssland tog dem, Danmark-Norge inledde så en offensiv 1808. Det sista slaget i Jämtlands historia var slaget vid Hjerpe skans i Järpen den 16 augusti där två män från vardera sida dödades. Skansen lyckades försvara sig och den norska hären vände tillbaka till Norge. Under vintern 1808-1809 skedde inga stiridgheter mellan Danmark-Norge och Sverige.

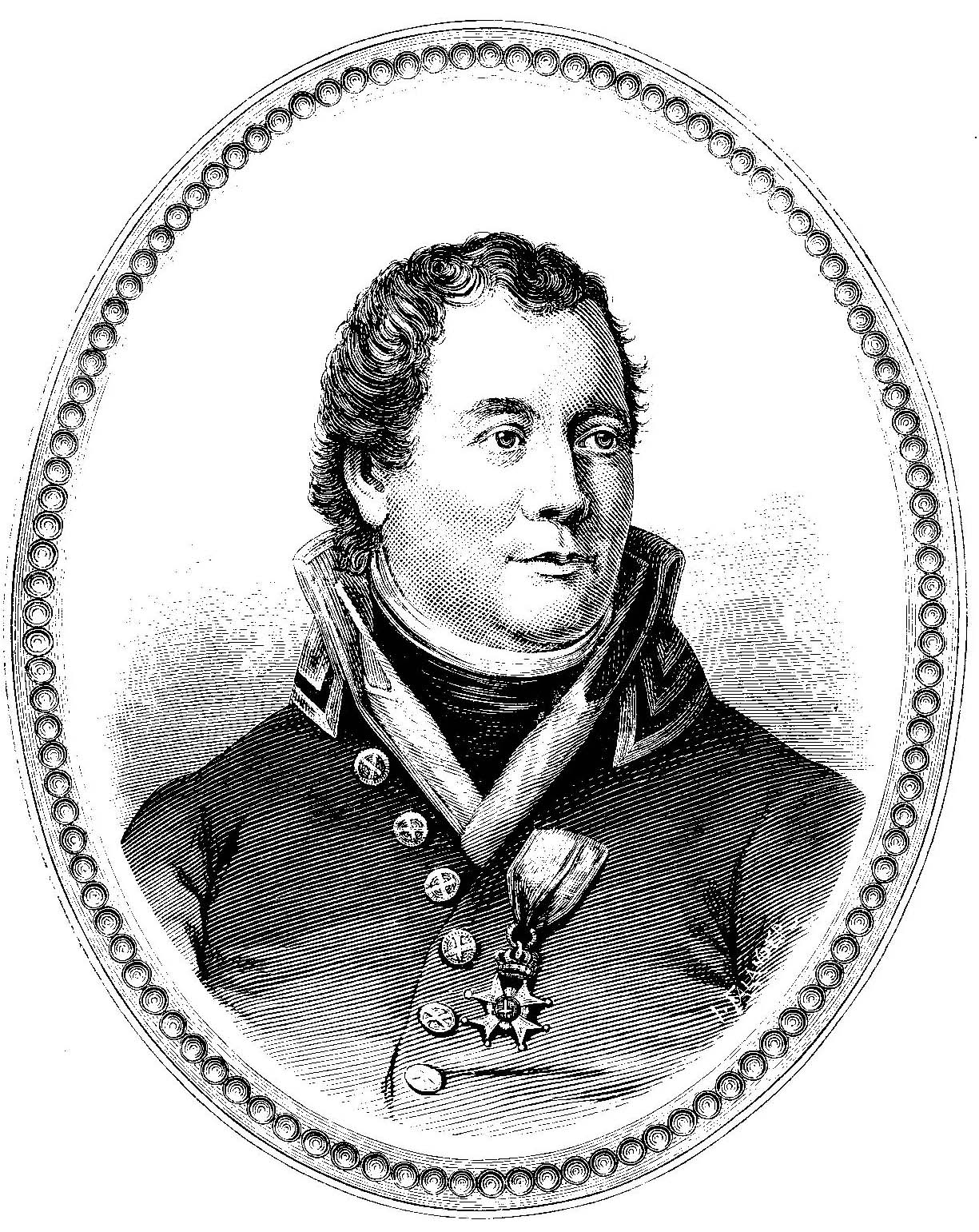
Georg Adlersparre föddes i Hovermo i Myssjö socken, "Snilleriket" i södra Jämtland. I Hovermo restes 1903 en stor minnessten tillägnad Adlersparre med texterna: "Fäderneslandets räddare", "Frihetens väktare", "Folkets vän" och slutligen "Jämtar reste stenen"

Officerarna i den så kallade västra armén utsåg jämten Georg Adlersparre till deras ledare mot Gustav IV Adolf. Den 7 mars 1809 skrevs en "proklamation" i Karlstad. 
| ”                                                                                                  | Ett betydligt antal krigsmän hafwa gripit till Wapen, för att nalkas Hufvudstaden och återgifwa Fred åt wårt gemensamma nu olyckliga, styckade, döende Fädernesland. | „ |
| – Befälet öfwer de i Wermland förlagda Troupper (Adlersparre), utrag ur proklamationen 7 mars 1809 | |   |

Den 8 mars avtågade de från Värmland för att störta kungen. Innan hade man arresterat Axel von Rosen landshövding i Värmlands län och använde hans förmögenhet för att finansiera revolutionen. Den 12 mars fördömer kungen upproret och hotar Adlersparre med dödsstraff om han inte avbryter tåget mot Stockholm. Den 13 mars utför högadeln med Carl Johan Adlercreutz i spetsen en motkupp efter kungens försök att ta kontroll över den södra armén. Motkuppen genomfördes för att förhindra ett annalkande inbördeskrig. Adlersparre var skeptisk till motkuppens företrädares intentioner och fortsatte tåget, trots vapenhot, och nådde Stockholm den 21 mars. Adlersparre deltog därefter i arbetet att utforma en ny regeringsform.
Ryssarna hade oerhörda framgångar i finska kriget och år 1809 hade de nått Norrland. Fälttåget i Jämtland inleddes i ett nytt led att ta Jämtland innan ryssarna gjorde så. Den danske prinsen Karl August, befälet över de norska trupperna och aspirant på den svenska tronen, ville inte anfalla Sverige. Han utsattes dock för hårda påtryckningar av kung Fredrik VI av Danmark. Meningen med kriget för Danmark var territoriella vinster och en invasion av Skåne gick inte att genomföra. Hjerpe skans intogs av 1 800 norrmän ledda av generalmajor von Krogh den 16 juli då 200 svenskar ledda av överstelöjtnant Nordenadler flydde skansen. Därefter fortsatte de vidare mot Mörsil och Alsen.
1809 års regeringsform antogs den 6 juni, vilket idag är Sveriges nationaldag. Adlersperre var personlig vän med Karl August och efter Adlersparres uppmaning utsågs han till Sveriges kronprins den 18 juli då han adopterades av "marionettkungen" Karl XIII. Georg Carl von Döbeln planerade att slå mot norrmännen i Jämtland. Men när von Krogh och hans mannar fått höra att en dansk prins blivit utsedd till kronprins av Sverige fanns det inte längre någon anledning till att fortsätta kriget och de vände tillbaka till Norge. Formellt avslutades kriget mellan Danmark och Sverige den 10 december genom Freden i Jönköping, informellt var det slut i och med att von Krogh och von Döbeln undertecknade ett stillestånd i Blekåsen i Alsen den 25 juli. Freden med Ryssland slöts den 17 september genom Freden i Fredrikshamn då hela Finland hamnade i ryska händer.
Kronprins Karl August dog emellertid i slutet av maj 1810. Adlersparre fick en egen son kort därefter som han döpte till Carl August. Sverige fick då en ny kronprins, fransmannen Jean Baptiste Bernadotte. År 1810 bifölls även en motion av den jämtske riksdagsmannen Anders Nilsson i Stugun vilket resulterade i att Jämtland och Härjedalen blev en egen administrativ enhet, Jämtlands län. Östersund (som då var att betrakta som en större by) blev residensstad. Den förste landshövdingen för det nya länet blev jämten Anders Wasell, som aktivit stöttat Georg Adlersparre under revolutionen och var nära allierad med Anders Nilsson i Stugun.
När Jean Baptiste Bernadotte blev kronprins antog han namnet Karl Johan, senare Karl XIV Johan. Napoleonkrigen fortsatte och Sverige stod alltjämt på Storbritanniens sida. Napoleons ryska fälttåg 1812 var ett kraftigt nederlag för kejsaren och krigslyckan hade vänt. Danmark var allierad med Napoleon och Karl Johan anfaller Danmark, vilket resulterar i Freden i Kiel varvid Sverige och Norge ingår i en union. Den 17 maj 1814 antogs den norska grundlagen (baserad på Montesquieus maktdelningslära) i Eidsvoll och den folkvalda församlingen valde därpå den danske arvprinsen Kristian Fredrik (sedermera Kristian VIII av Danmark) till norsk kung. Men utan utländskt stöd kunde inte den nya regimen i längden stå emot Karl Johans krav på Kieltraktatens uppfyllande, och fick efter en kort militär intervention ge vika. Den 4 november 1814 enades så det norska stortinget och de svenska förhandlarna om villkoren, och en reviderad norsk författning antogs och marionettkungen Karl XIII (i Norge Karl II) valdes till norsk kung.

### Bernadotte och Jämtland
När Bernadotte kom till Sverige undvek han sig att alliera sig med den gustavianska adeln. Istället vände han blickarna mot Jämtland. Till livmedikus valde han Erik af Edholm från Fors socken och till svensklärare utsåg han Mårten Tennström från Tanne på Frösön. Karl XIV Johan lärde sig emellertid aldrig svenska. Riksdagsmannen Anders Nilsson i Stugun blev hans förtrogna rådgivare i hans strävanden att knyta Sverige och Norge närmare varandra och Bernadotte var även vän med Carl Zetterström och stödde hans idé om ett jämtskt bibliotek på Frösön eftersom det skulle vara "den bästa present" Jämtland kunde få. Samtliga var ofrälse och hade läst på Frösö trivialskola. En skola Bernadotte inte ville förlägga till Östersund. En minnessten restes även vid hans besök på Frösö läger 1835. Hans ättling, Carl XVI Gustaf, utnämndes 1946 till hertig av Jämtland.

## Svensk-norska unionstiden

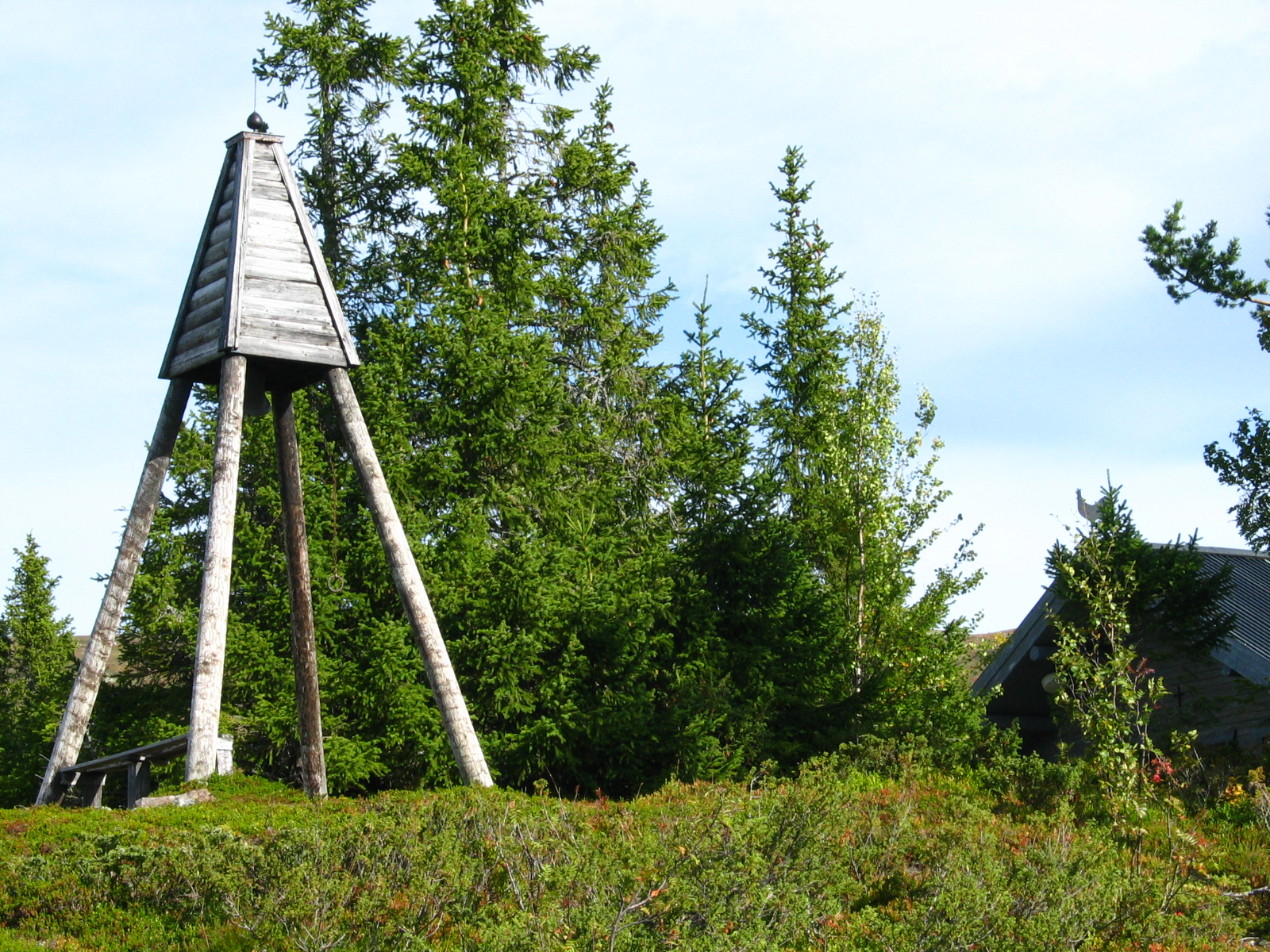
Klockstapel i Arådalen omgiven av grönt guld

### Jämtlands gröna guld
När industrialiseringen av Västeuropa tog fart ökade efterfrågan på virke explosionsartat. Efter det lyckade (eller misslyckade) kanaliseringsarbetet av Storforsen i Ragunda var det största hindret för timmerflottning borta. Den statliga Strömrensningskommittén föreslog flera projekt. Krångedeforsen var tänkt att kanaliseras och Gesunden skulle tömmas på vatten. Även Storsjön skulle tömmas på vatten genom etableringen av en kanal vid Hissmofors. Alternativt skulle Storsjöns vatten överfördelas till Ljungan. Strömsrensningskommittén ansåg att när väl minnet av Döda Fallet hade utplånats så skulle allmogen ställa sig mycket positivt till förslagen. Så blev det emellertid inte, de som bodde längs Indalsälvens nedre del hade inte glömt katastrofen som skedde när Ragundasjön tömdes på vatten och dessa sjöar var långt större. 

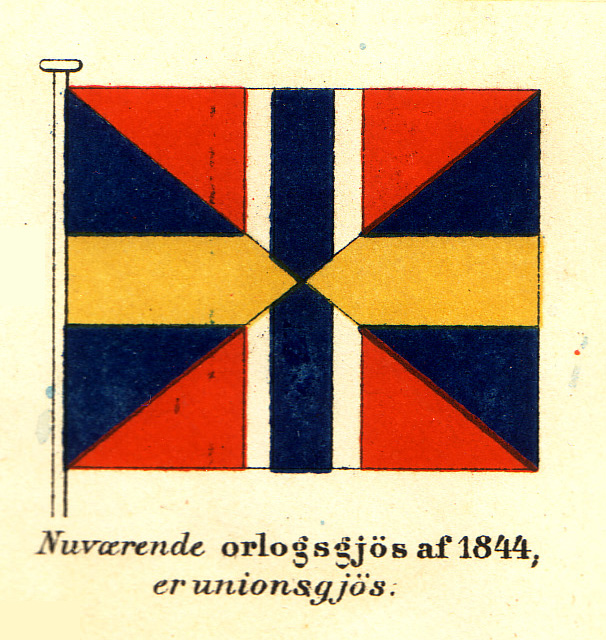
Sillsallaten

Trots att Strömrensningskommitténs förslag inte genomfördes så tog skogsexploateringen fart. Bönderna i Jämtland kunde för första gången tjäna pengar på deras stora skogstillgångar. Försök att etablera monopol gjordes av sågverksägare från kusten men jämtarna ville inte binda sig till enbart en sågverksägare. Wifstavarfs AB hade grundats utanför Timrå kort efter Döda fallets uppkomst och blev den störste uppköparen av jämtsk skog.

### Förbättrad infrastruktur
Den svensk-norska unionen var ett stort lyft för Jämtlands del. Det jämtska näringslivet hämmades kraftigt av besvärliga och kostsamma transportförhållanden. Befolkningen tvangs forsla efter häst mellan kusterna. Såväl in- som utforsling innebar enorma fördyringar. När länderna var förenade så var det av hög prioritet att ha goda vägförbindelser. De kommunikationsleder som fanns i öst-västlig riktning i Jämtland utgjordes av de hundraåriga Pilgrimslederna och de var i allmänhet dåliga. Jämtland var i ett stort behov av en restauration. Skalstuguvägen började byggas 1815 av Jämtlands fältjägarkår. Den första kärrvägen kom till på 1820-talet och möjliggjorde färder under sommartid. Flera stenvalvsbroar anlades därefter och vägen kom att benämnas Karl Johansvägen efter att han invigde den i Trondheim 1835. 

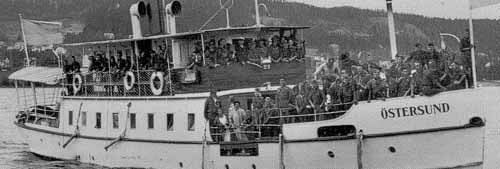
Trots att projektet gick i graven levde ångbåtstrafiken vidare i Jämtland. trafikerar tillsammans med än idag Storsjön.

Landssekreterare Anders Jakob Thomée lät sig inspireras av kanalprojekt som Göta kanal och Suezkanalen. Han ansåg att Jämtland skulle dra fördel av en tvärförbindelse av land- och sjöförbindelser.  Den 1 juli 1857 samlades Sveriges enda regionala politiska församling, Jämtlands landsjämnadsting. Thomées förslag om en kommunikationsled från Bottenhavet genom Revsundssjön, Storsjön, Liten, Kallsjön och Anjan och därefter vidare till Levanger och ut i Norska havet togs positivt emot. Alla Jämtlands socknar bidrog ekonomiskt, landstinget och landshövding Jacob Axel Dahlström likaså. Jemtlands kommunikations Bolag grundades och man började konstruera ångbåtar. Redan tidigare trafikerade ångbåten S/S Jemtland Storsjön och det dröjde till 1861 innan den andra ångbåten S/S Odin var redo för Jämtlands vattendrag. Kommunikationslinjen i sin helhet stod klar 1863 och då hade bryggor, magasin och vägar byggts. Lyckan blev emellertid kortvarig och bolaget gick i konkurs 1867. Ångbåtstrafik etablerades ändå tack vare projektet och är fortfarande verksam.

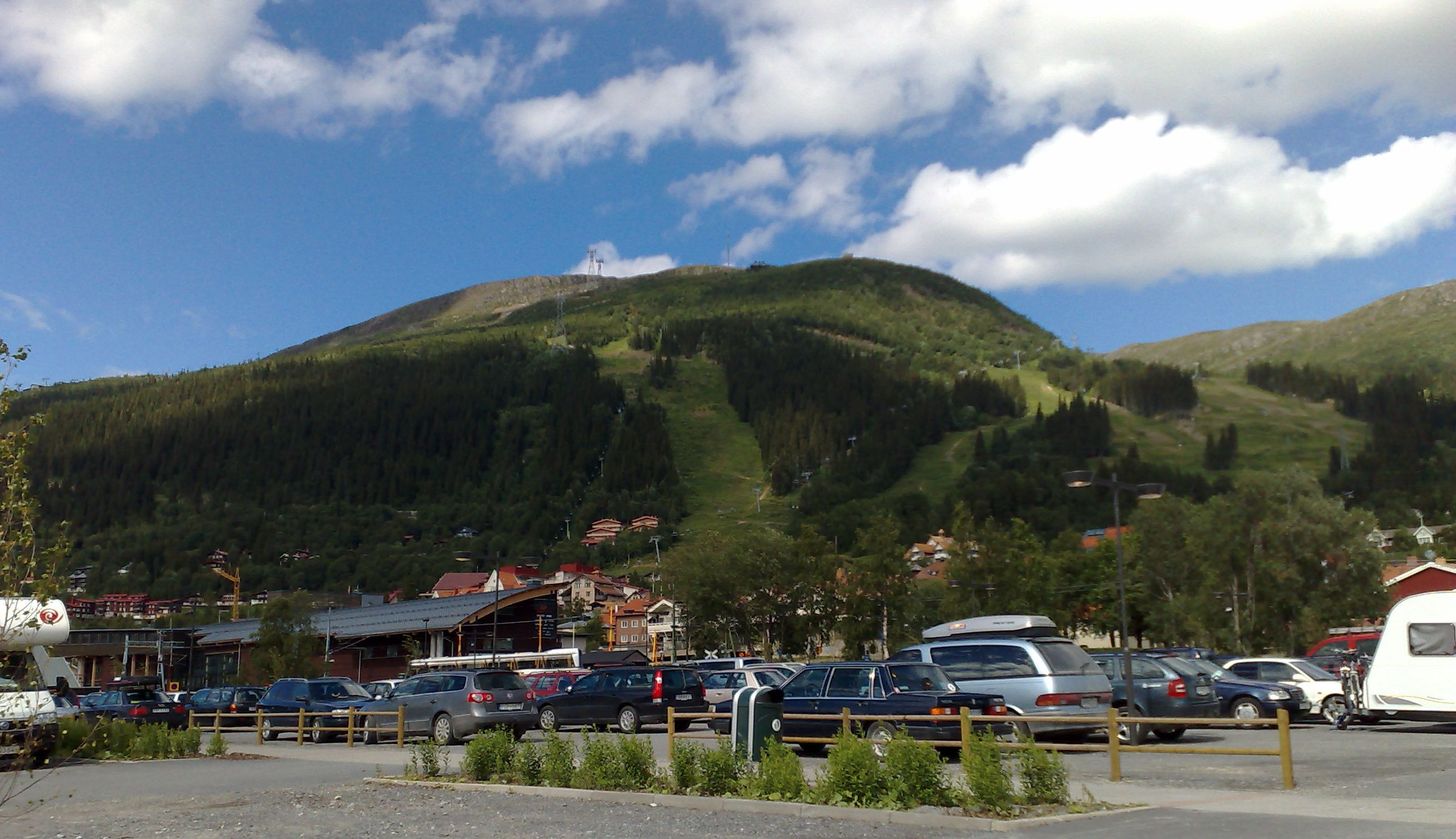
Åreskutan under sommaren. Dragningen av järnvägen på skutans södra sida istället för norra banade väg för Åres utveckling som turistort

Anledningen till att inga större försök gjordes att rädda projektet var att ett nytt, mer effektivt transportmedel hade slagit igenom på allvar, järnvägen. Tanken var att även den skulle gå i den för Jämtland så betydande öst-västliga riktningen. I Tröndelag talades det om att Trondheim skulle kunna bli ett "Nordens Hamburg" eller "Nordens Liverpool" genom att först återknyta Jämtland närmare orten och därefter Västernorrland och Finland. Bland lokalbefolkningen var man mer än positiv till att knyta Jämtland västerut. Jämtlands läns landsting tillsatte 1868 en kommitté, Jemtlands läns jernvägskommiterade för att driva frågan om en järnväg. Jämtlands läns landshövding Gustaf Asplund lyckades bilda en lokal järnvägskommitte i Tröndelag som inbjöd befolkningen att teckna aktier i den framtida järnvägen. I Trondheim rådde emellertid en viss skepsis i frågan, staden hade enbart en bana, Størenbanen och det primära målet var att knyta den vidare till Oslo. Opinionen ändrades dock snabbt och Stortinget anslog medel till en bana till Sveriges gräns, Meråkerbanan 1872. Jämtlands läns landsting lovade att bidra med 900 000 kronor om Riksdagen beslutade att göra banan till en stambana. Frågon blev utragen, när de jämtska riksdagsledamöterna väl hade riksdagen med sig fördes diskussioner om hur banan skulle dras. Två huvudalternativ fanns, Håsjölinjen och Revsundslinjen. Håsjölinjen syftade till en bana från Välje till Torpshammar-Håsjö-Krokom och därefter vidare västerut. Revsundslunjen avsåg linjen Välje-Ånge-Gällösund-Östersund-Krokom. De jämtska riksdagsledamöterna förordade kraftigt den senare. Nils Larson i Tullus såg till att banan drogs genom Östersund och Gunnar Eriksson i Mörviken såg till att den även drogs genom Åre. Egentligen var banan tänkt att gå på den övre sidan om Åreskutan. 1879 öppnades förbindelsen mellan Östersund och Sundsvall och två år senare etablerades förbindelse med övriga Sverige. Linjen till Norge blev klar samma år och invigdes 1882 av Oscar II i Trondheim med pompa och ståt. Oscar II höll även ett kortare tal när han besökte Jämtland innan invigningen i Trondheim.
| ”                       | Med mot framtiden blickande hopp höjer jag Mitt glas för Jemtland och dess befolkning. Måtte densamma i rika mått njuta frukterna af den genom statsmakternas samverkan nu fullbordade stam- och mellanriksbanan som af Mig kommer att i morgon invigas. Jemtlands välgång! | „ |
| – Oscar II 21 juli 1882 | |   |

Efter att Jämtland hade fått ett "band af stål" och "hestar af jern" så blev ingenting riktigt sig lik igen. Man hade nu en kraftig och snabbt verkande hävstång för framtida utveckling.

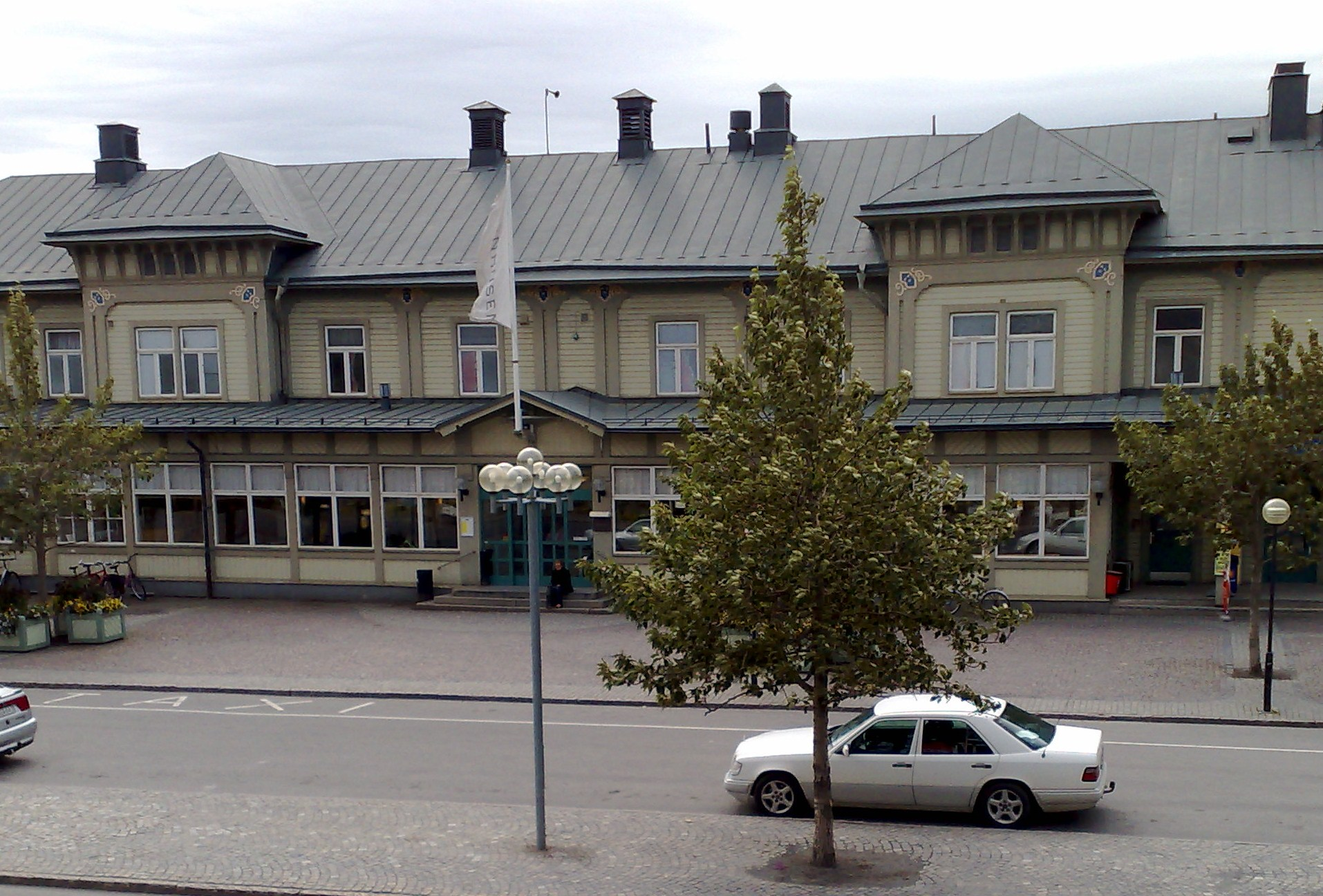
Östersunds järnvägsstation.
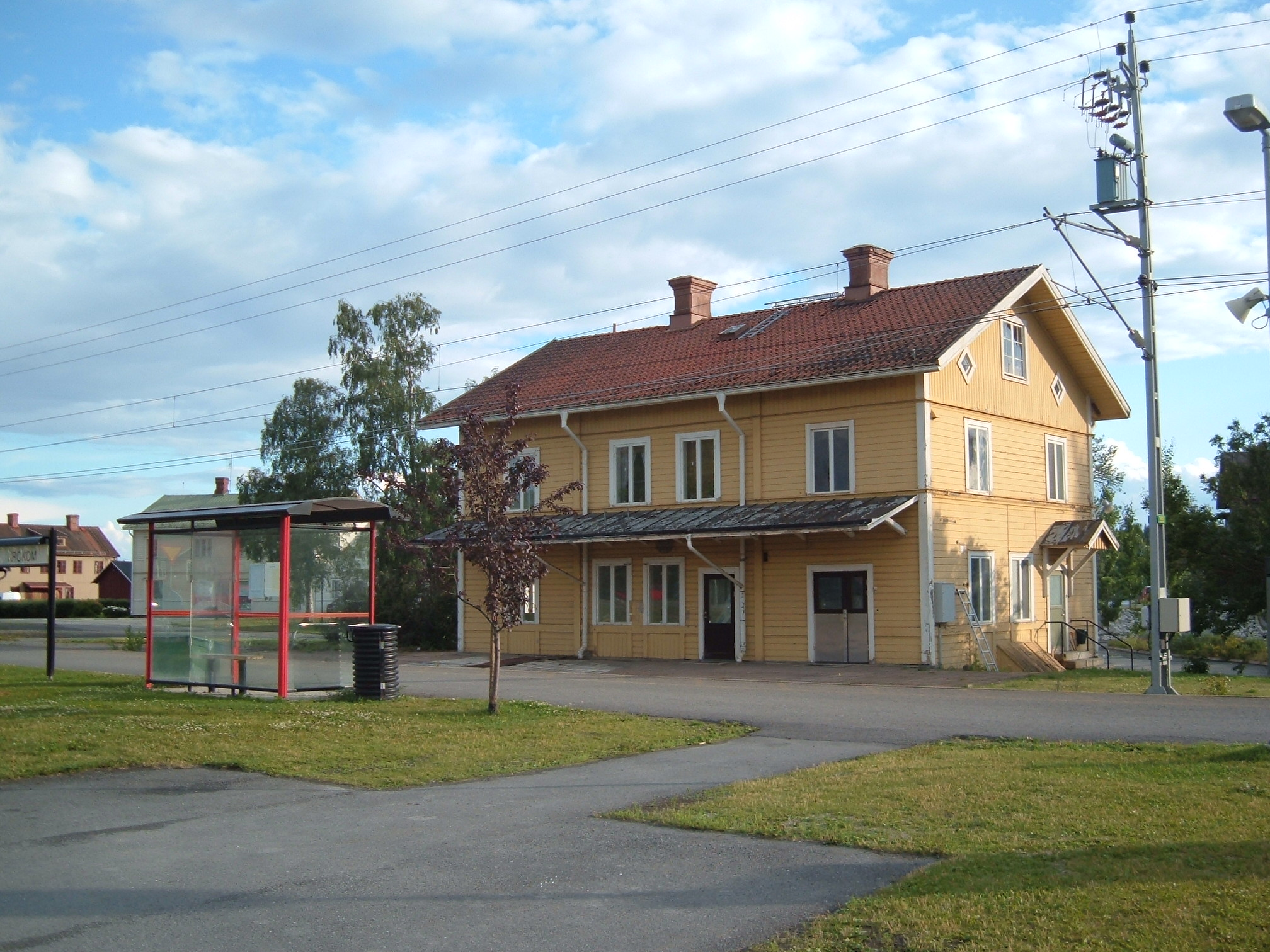
Krokoms järnvägsstation.
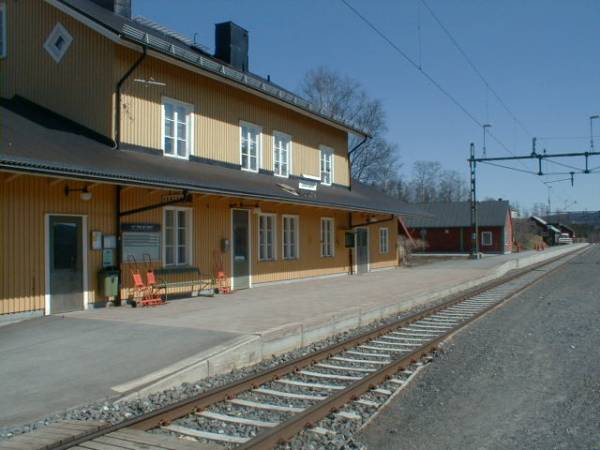
Järnvägsstationen i Undersåker.
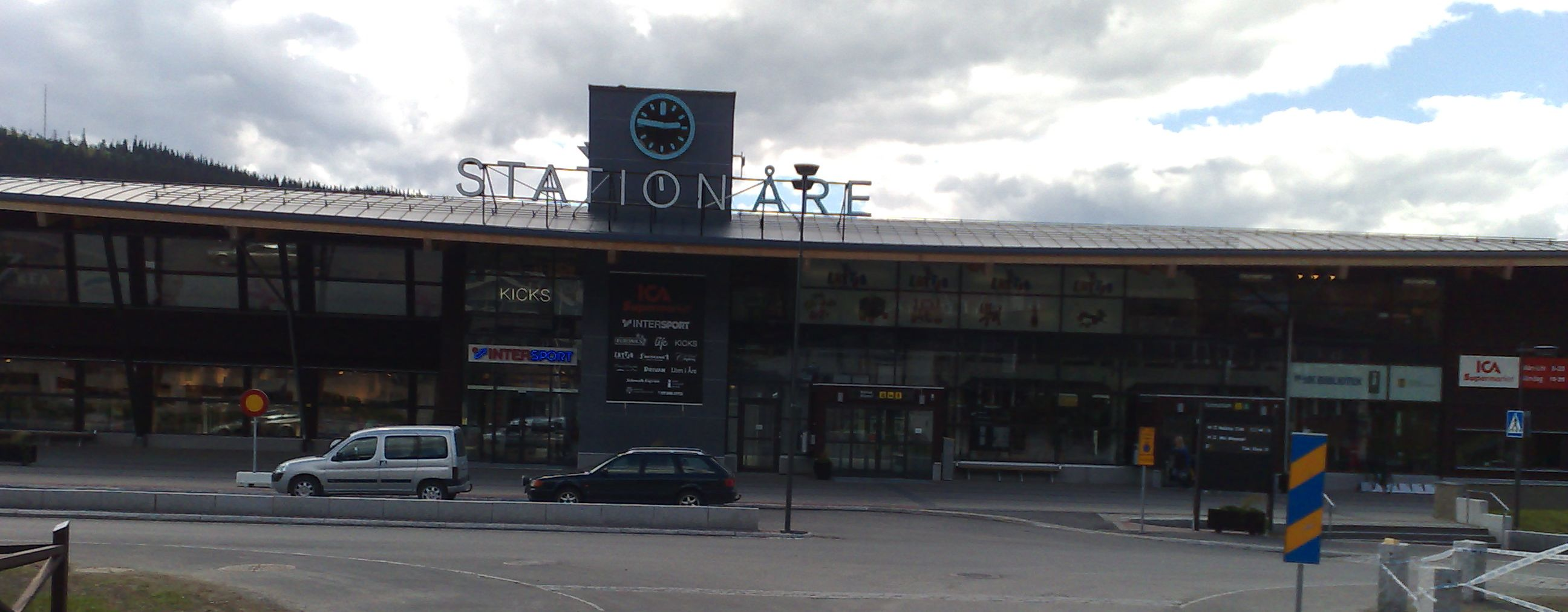
Station Åre.

### Utveckling
Under hela 1800-talet ökade befolkningen i Jämtland, i likhet med övriga Sverige enormt. Åren 1841–1850 beräknas även Jämtlands läns mortalitet vara så låg, 12,95 ‰, att det skulle röra sig om världsrekord. Östersunds befolkning ökade kraftigare i och med att även befolkningen från landsbygden flyttade dit när landskapet urbaniserades något.
I samband med att Jämtland blev mer tillgängligt för resenärer i och med järnvägsförbindelserna blev Jämtland ett turistmål för sin friska luft. Syret kom senare att bli Jämtlands landskapsgrundämne.
I slutet av 1800-talet ökade den militära närvaron i Östersund, främst i och med grundandet av A4. I samband med det uppgraderades Jämtlands fältjägarkår till Jämtlands fältjägarregemente. Mycket i led med den utbredda rädslan för anfall från Ryssland där Jämtland-Tröndelag och Norrbotten blev de mest prioriterade regionerna försvarsmässigt. Jämtarna hade länge verkat för att göra Sverige och Norge till likvärdiga stater i unionen och ofta manat Sverige till att försöka komma ikapp Norge i samhällsutvecklingen. År 1903 firade den svenska fredsrörelsen sitt 20-årsjubileum i Östersund genom ett stort nordiskt fredsmöte. Sverige och Norge gick skilda vägar 1905 vilket sågs som ett allvarligt bakslag för regionen. Tillsammans med härjedalingarna kom Jämtlands befolkning att påverkas mest av separationen då de naturliga och historiska förbindelserna från kust till kust medvetet negligerades och förbindelsen från norr till söder förstärktes.